# Vicente Miera
Vicente Miera Campos (Nueva Montaña, 10 de maio de 1940) é um ex-futebolista e treinador profissional espanhol que atuava como defensor, foi campeão olímpico como treinador.

### Titulos
Real Madrid
- La Liga: 1961–62, 1962–63, 1963–64, 1964–65, 1966–67, 1967–68, 1968–69
- Copa del Generalísimo: 1961–62
- European Cup: 1965–66